# Mikaele Pesamino
Pas d'image ? Cliquez ici

a Compétitions nationales et continentales officielles uniquement.

b Matchs officiels uniquement.
Dernière mise à jour le 17 février 2017.
Mikaele Pesamino est un joueur samoan de rugby à sept et à XV évoluant au poste d'ailier. Il fait ses débuts avec l'équipe des Samoa de rugby à sept en 2007 avec qui il gagne les World Sevens Series en 2010 et où il est sacré meilleur joueur du monde. Il joue au rugby à XV en club avec la province néo-zélandaise de Auckland et en équipe nationale entre 2009 et 2010.

## Carrière

### Rugby à sept
Il est deux fois meilleur marqueur des World Sevens Series, en 2007 et 2010. En 2010, il remporte le circuit mondial, remporte le titre de meilleur marqueur d'essais de la saison et il est sacré meilleur joueur du monde de rugby à sept.

### Auckland
Il joue également entre 2007 et 2010 avec la province néo-zélandaise d'Auckland qui évolue en Air New Zealand Cup,.

### Sale
En 2010, il est recruté par le club anglais de Sale qui évolue en Premiership. Son arrivée en Angleterre est tout d'abord reporté pour des problèmes de visa, puis, en janvier 2011, les Sale Sharks annonce que le contrat est rompu entre les deux parties.

### Équipe nationale
En 2009, il est sélectionné avec l'équipe des Samoa de rugby à XV au cours d'un match face à la Papouasie-Nouvelle-Guinée où il inscrit son premier essai international en tant que remplaçant. Il dispute la saison suivante la coupe des nations du Pacifique, à l'issue de laquelle les Samoa remportent pour la première fois le titre et où Mikaele Pesamino fini meilleur marqueur de la compétition avec trois essais inscrits, à égalité avec le tongien Vungakoto Lilo.
Il joue deux saisons avec les Samoa durant lesquelles il joue six matches (dont un en tant que remplaçant) et inscrit 7 essais (soit 35 points).

## Palmarès

### Collectif
- Vainqueur des World Sevens Series en 2010
- Vainqueur de la Pacific Nations Cup en 2010

### Récompenses individuelles
- Meilleur joueur du monde de rugby à sept 2010
- Meilleur marqueur des World Series en 2007 (43 essais) et 2010 (56 essais)
- Meilleur marqueur de la Pacific Nations Cup 2010 (3 essais, à égalité)

## Statistiques en rugby à sept
- 159 matches joués
- 837 points
  - 161 essais
  - 16 transformations[12]